# Немодлин (гмина)
Немодлин (пол. Niemodlin) — городско-сельская гмина (волость) в Польше, входит как административная единица в Опольский повет (силезский), Опольское воеводство. Население — 13 908 человек (на 2004 год).

## Демография
| Перепись                       | Всего   | Всего | Женщины | Женщины | Мужчины | Мужчины |
| ------------------------------ | ------- | ----- | ------- | ------- | ------- | ------- |
| Единицы                        | человек | %     | человек | %       | человек | %       |
| Население                      | 13 908  | 100   | 7038    | 50,6    | 6870    | 49,4    |
| Плотность населения (чел./км²) | 75,9    | 75,9  | 38,4    | 38,4    | 37,5    | 37,5    |

## Сельские округа
1. Бженчковице
2. Госцеёвице
3. Гура
4. Грабин
5. Граче
6. Гродзец
7. Ячовице
8. Якубовице
9. Красна-Гура
10. Липно
11. Магнушовице
12. Магнушовички
13. Михалувек
14. Молестовице
15. Пётрова
16. Радошовице
17. Роги
18. Рошковице
19. Рутки
20. Жендзивоёвице
21. Сады
22. Сарны-Вельке
23. Соснувка
24. Шидловец-Слёнски
25. Тарница
26. Тлусторембы
27. Выдровице

## Соседние гмины
1. Гмина Домброва
2. Гмина Гродкув
3. Гмина Левин-Бжески
4. Гмина Ламбиновице
5. Гмина Ольшанка
6. Гмина Скорошице
7. Гмина Туловице